# Koloale Football Club
Maillots
Le Koloale Football Club est un club de football salomonais basé à Honiara. 

## Histoire
Le club a remporté quatre titres de Champion des Îles Salomon (2003, 2008, 2010 et 2011) et trois titres de Ligue d'Honiara (2001, 2003 et 2008). Par ailleurs, le club a atteint la finale de la Ligue des champions de l'OFC en 2009, qu'il a perdu contre le club néo-zélandais d'Auckland City FC sur l'ensemble des deux matchs, une défaite 7-2 à Honiara et un nul 2-2 à Auckland.

## Palmarès
- Ligue des champions de l'OFC :
  - Finaliste : 2009.

- Championnat des Îles Salomon (4) :
  - Champion : 2003, 2008, 2010 et 2011.
  - Vice-champion : 2006 et 2007.

- Ligue d'Honiara (3) :
  - Champion : 2001, 2003 et 2008.